# (1817) Katanga
(1817) Katanga ist ein Asteroid des Hauptgürtels, der am 20. Juni 1939 vom südafrikanischen Astronomen Cyril V. Jackson in Johannesburg entdeckt wurde.
Der Asteroid ist nach der Provinz Katanga in der Demokratischen Republik Kongo (damals: Belgisch Kongo, später: Zaire) benannt.